# Rachel Roberts (atriz)
Rachel Roberts (Llanelli, 20 de setembro de 1920 – Los Angeles, 26 de novembro de 1980) foi uma atriz britânica. Foi indicada ao Oscar de melhor atriz na edição de 1964 por interpretar Margaret Hammond no filme This Sporting Life.

## Filmografia
| Ano  | Título                                         | Papel                                         |
| ---- | ---------------------------------------------- | --------------------------------------------- |
| 1953 | Valley of Song                                 | Bessie Lewis                                  |
| 1953 | The Limping Man                                | Barmaid                                       |
| 1954 | The Weak and the Wicked                        | Pat, pregnant inmate                          |
| 1954 | The Crowded Day                                | Maggie                                        |
| 1957 | The Good Companions                            | Elsie and Effie Longstaff                     |
| 1959 | Our Man in Havana                              | Prostituta                                    |
| 1960 | Saturday Night and Sunday Morning              | Brenda                                        |
| 1961 | Girl on Approval                               | Anne Howland                                  |
| 1963 | This Sporting Life                             | Mrs. Margaret Hammond                         |
| 1968 | A Flea in Her Ear                              | Suzanne de Castilian                          |
| 1969 | The Reckoning                                  | Joyce Eglington                               |
| 1971 | Doctors' Wives                                 | Della Randolph                                |
| 1971 | Wild Rovers                                    | Maybell                                       |
| 1973 | Alpha Beta                                     | Nora Elliot                                   |
| 1973 | The Belstone Fox                               | Cathie Smith                                  |
| 1973 | O Lucky Man!                                   | Gloria Rowe / Madame Paillard / Mrs. Richards |
| 1974 | Murder on the Orient Express                   | Hildegarde Schmidt                            |
| 1975 | Picnic at Hanging Rock                         | Mrs. Appleyard                                |
| 1978 | Foul Play                                      | Delia Darrow / Gerda Casswell                 |
| 1979 | Yanks                                          | Mrs. Clarrie Moreton                          |
| 1979 | When a Stranger Calls                          | Dr. Monk                                      |
| 1981 | Charlie Chan and the Curse of the Dragon Queen | Mrs. Dangers                                  |